# Epitelioma
L'epitelioma o càncer de l'epiteli és un creixement anormal de l'epiteli, que és la capa de teixit que cobreix les superfícies dels òrgans i altres estructures del cos.

## Classificació
Els epiteliomes poden ser creixements benignes o carcinomes malignes. Es classifiquen segons el tipus específic de cèl·lules epitelials afectades.
Els epiteliomes més comuns són el carcinoma de cèl·lules basals i el carcinoma de cèl·lules escatoses (càncers de pell).

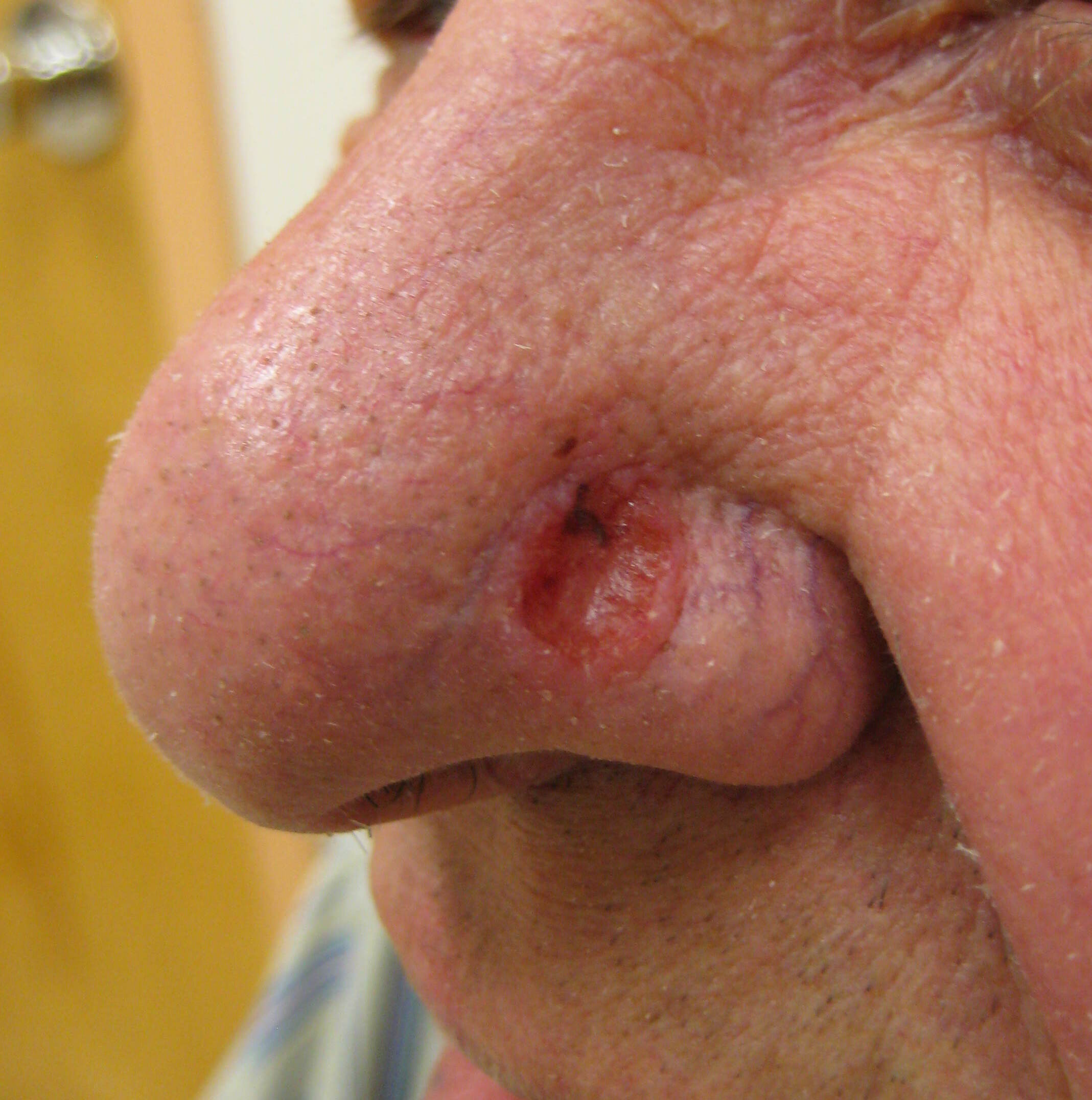
carcinoma de cèl·lules basals
carcinoma de cèl·lules escatoses

## Tractament
El tractament normalment implica l'eliminació quirúrgica del tumor i del teixit afectat. També s'utilitza la criocirurgia i la radioteràpia.

## Prognosi
La prognosi varia dràsticament, depenent del tipus i de l'etapa en el moment del tractament. No obstant això, els epiteliomes més habituals són molt fàcils de tractar i poques vegades provoquen la mort. La condició, però, li va llevar la vida al golfista escocès Willie Dunn, Sr. el 1878, en un moment en què la malaltia probablement no era completament entesa.